# Braunbärchen mit Schnecke

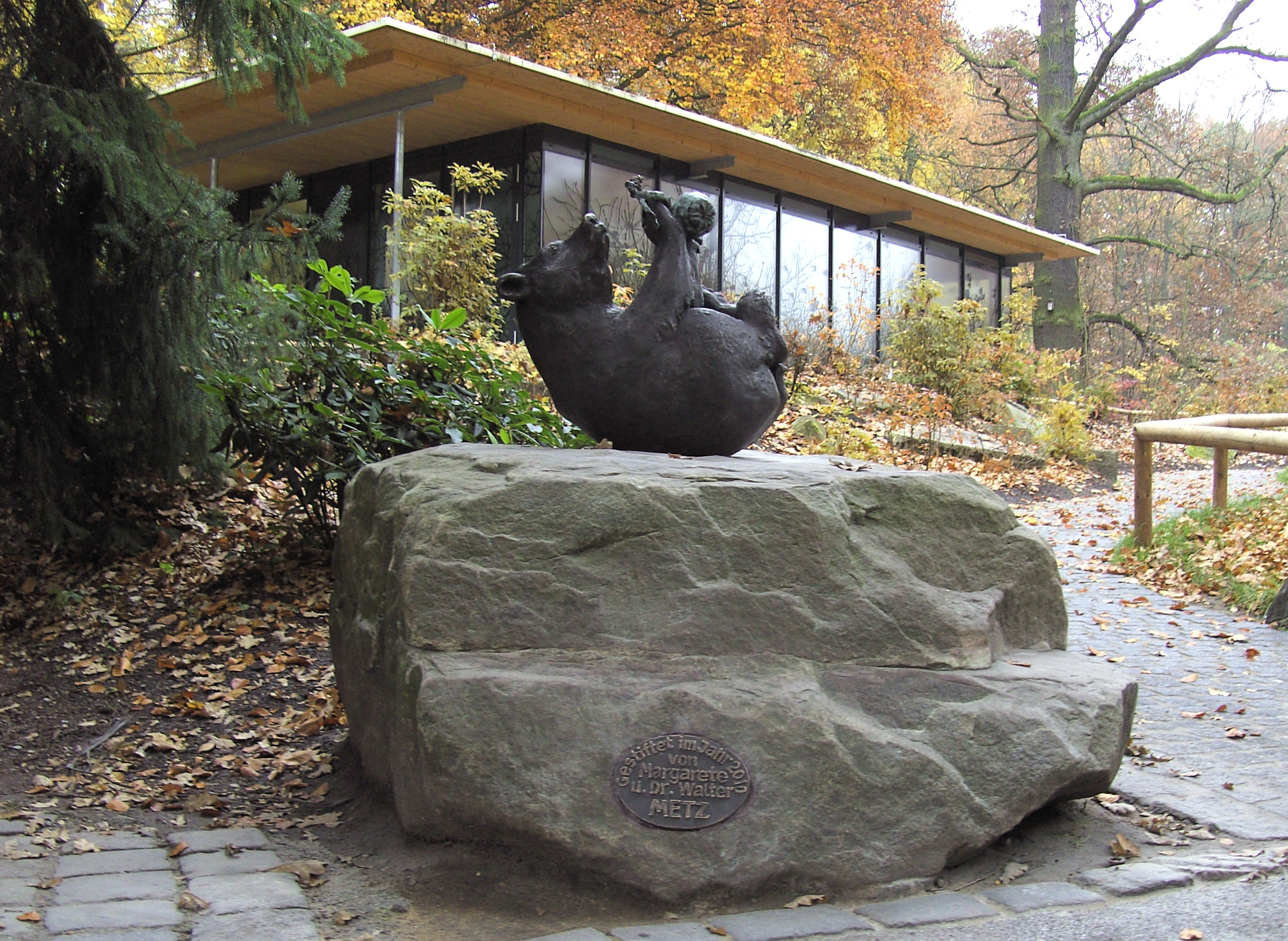
Skulptur Braunbärchen mit Schnecke im Tierpark Nürnberg, Bildhauer Josef Tabachnyk

Das Braunbärchen mit Schnecke ist eine lebensgroße Tierplastik aus Bronze im Eingangsbereich des Tiergartens der Stadt Nürnberg.
Sie zeigt einen auf dem Rücken liegenden jungen Braunbären, der mit einer Schnecke spielt. Dabei sitzt die Schnecke auf einem Quittenast, der vom Braunbären gehalten wird. Die Maße der Bronzeskulptur betragen 43 × 52 × 28 cm.
Die Skulptur wurde vom Bildhauer Josef Tabachnyk aus Nürnberg geschaffen und am 26. November 2010 an den Tierpark Nürnberg übergeben.
Vor dem Eisbärengehege im Aquapark befindet sich bereits seit dem Jahr 2007 die größere Bronzeplastik Eisbärengruppe des Künstlers. Sie stellt eine Eisbärenmutter mit ihrem Jungtier ebenfalls in spielerischer Pose dar. 